# Theatre of Pain
Theatre of Pain – trzeci album amerykańskiej grupy heavymetalowej Mötley Crüe. Wydany został 21 czerwca 1985.

## Lista utworów
1. "City Boy Blues" - (Nikki Sixx, Mick Mars, Vince Neil) – 4:10
2. "Smokin' In the Boys' Room" - (Cub Koda, Mike Letz) – 3:27
3. "Louder Than Hell" - (Sixx) – 2:32
4. "Keep Your Eye On The Money" - 4:40
5. "Home Sweet Home" - (Sixx, Neil, Tommy Lee) – 3:59
6. "Tonight (We Need A Lover)" - (Sixx, Neil) – 3:37
7. "Use It Or Lose It" - (Sixx, Mars, Neil, Lee) – 2:39
8. "Save Our Souls" - (Sixx, Neil) – 4:13
9. "Raise Your Hands To Rock" - (Sixx) – 2:48
10. "Fight For Your Rights" - (Sixx, Mars) – 3:50

## Twórcy
- Vince Neil – wokal, harmonijka
- Mick Mars – gitara
- Nikki Sixx – gitara basowa, keyboard, wokal
- Tommy Lee – perkusja, pianino, wokal

## Single
- "Smokin' in The Boy’s Room / Use It Or Lose It" – 24 czerwca 1985
- "Home Sweet Home / Red Hot" – 30 września 1985

## Dedykacja
Album dedykowano Razzle'owi, ówczesnemu perkusiście zespołu Hanoi Rocks, który zginął w wypadku samochodowym spowodowanym przez Vince’a Neila.